# Get Lucky
"Get Lucky" é uma canção da dupla francesa de house music Daft Punk com participação de Pharrell Williams e Nile Rodgers. É o primeiro single do quarto álbum de estúdio Random Access Memories. Embora "get lucky", em inglês, seja uma gíria para "fazer sexo", Pharrell afirmou, em relação à composição lírica, que a música não é apenas sobre a conquista sexual, mas a sorte em encontrar a química potencial com alguém. Antes de seu lançamento como um single, "Get Lucky" foi destaque em propagandas de televisão transmitidos durante Saturday Night Live, depois que Rodgers e Pharrell anunciaram o seu envolvimento na faixa. Pequenos trechos também aparecem ao longo da série The Collaborators. Imediatamente após um dia de seu vazamento, o single foi lançado como um download digital em 19 de abril de 2013. "Get Lucky" desde então foi aclamado pelos críticos.

## Faixas
| Descarga digital |                                                       |         |  |
| N.º              | Título                                                | Duração |  |
| 1.               | "Get Lucky" (versão do rádio) (com Pharrell Williams) | 4:07    |  |

## Versões cover
Numerosas versões cover de "Get Lucky" foram publicadas desde o lançamento do single. Em abril de 2013, a banda folk inglesa Daughter gravou uma versão independente da música para o Live Lounge da BBC Radio 1. No mesmo mês, a banda holandesa de reggae e hip hop Postmen gravou uma versão em inglês para o programa de Giel Beelen na estação de rádio 3FM. O músico israelense Noy Alooshe fez um mashup da música com "Billie Jean" de Michael Jackson.  A canção foi cantanda também por George Barnett, Igor Presnyakov, The Stepkids, Sam Sparro e Skylar Grey. Em maio de 2013, Peter Serafinowicz compartilhou na Internet um vídeo dele, com a música. No mesmo mês, as bandas inglesas Peace e Mystery Jets tocaram a música juntos durante um concerto. A banda australiana San Cisco gravou uma versão cover para a estação de rádio Triple J, incorporando com o som de um baixo e percussão, bem como elementos da música N.E.R.D "Hypnotize U". Joe McElderry tocou a canção várias vezes em seus shows, sendo a primeira no London Express Club de Jazz. A canção pode ser ouvida também nas vozes de Tom Jones, Jessie J, Will.i.am e Danny O'Donoghue.

## Posições e certificações

### Posições
| Parada (2013)                                        | Melhor posição |
| ---------------------------------------------------- | -------------- |
| Austrália (ARIA)                                     | 1              |
| Áustria (Ö3 Austria Top 75)                          | 1              |
| Bélgica (Ultratop 50 de Flandres)                    | 1              |
| Bélgica (Ultratop 50 da Valônia)                     | 1              |
| Brasil (Billboard Brasil Hot 100)                    | 1              |
| Brasil Hot Pop Songs                                 | 1              |
| Canadá (Canadian Hot 100)                            | 1              |
| Colômbia (National-Report)                           | 1              |
| República Checa (Rádio Top 100)                      | 1              |
| Dinamarca (Hitlisten)                                | 1              |
| Europa (Billboard Euro Digital Song Sales)           | 1              |
| Finlândia (Suomen virallinen lista)                  | 1              |
| França (SNEP)                                        | 1              |
| O campo songid é OBRIGATÓRIO PARA PARADA ALEMÃ       | 1              |
| Grécia Digital Songs (Billboard)                     | 1              |
| Hungria (Dance Top 40)                               | 1              |
| Hungria (Rádiós Top 40)                              | 1              |
| Hungria (Single Top 40)                              | 1              |
| Irlanda (IRMA)                                       | 1              |
| Israel (Media Forest)                                | 1              |
| Itália (FIMI)                                        | 1              |
| Japão (Billboard Japan Hot 100)                      | 6              |
| Líbano (The Official Lebanese Top 20)                | 1              |
| Luxemburgo (Billboard Luxembourg Digital Song Sales) | 1              |
| México (Monitor Latino)                              | 1              |
| México Ingles Airplay (Billboard)                    | 1              |
| Países Baixos (Dutch Top 40)                         | 1              |
| Países Baixos (Single Top 100)                       | 1              |
| Nova Zelândia (Recorded Music NZ)                    | 1              |
| Noruega (VG-lista)                                   | 1              |
| Polónia (Polish Airplay Top 100)                     | 1              |
| Polónia (Dance Top 50)                               | 1              |
| Portugal (Billboard)                                 | 1              |
| Roménia (Romanian Top 100)                           | 1              |
| Escócia (Scottish Singles Chart)                     | 1              |
| Eslováquia (Rádio Top 100)                           | 1              |
| África do Sul (EMA)                                  | 1              |
| Coreia do Sul (GAON)                                 | 1              |
| Espanha (PROMUSICAE)                                 | 1              |
| Suécia (Sverigetopplistan)                           | 1              |
| Suíça (Schweizer Hitparade)                          | 1              |
| Reino Unido (UK Singles Chart)                       | 1              |
| Reino Unido (UK Dance Chart)                         | 1              |
| Estados Unidos (Billboard Hot 100)                   | 2              |
| Estados Unidos R&B/Hip-Hop Airplay (Billboard)       | 1              |
| Estados Unidos (Billboard Rock Airplay)              | 1              |
| Estados Unidos (Billboard Adult Alternative Songs)   | 1              |
| Estados Unidos (Billboard Alternative Airplay)       | 1              |
| Estados Unidos (Billboard Adult Contemporary)        | 1              |
| Estados Unidos (Billboard Adult Top 40)              | 1              |
| Estados Unidos (Billboard Dance/Electronic Songs)    | 1              |
| Estados Unidos (Billboard Dance Club Songs)          | 1              |
| Estados Unidos (Billboard Latin Pop Airplay)         | 1              |
| Estados Unidos (Billboard Mainstream Top 40)         | 1              |
| Estados Unidos (Billboard Rhythmic)                  | 1              |
| Venezuela Pop Rock General (Record Report)           | 1              |

### Certificações
| País             | Certificação | Certificação (limiares de vendas) |
| ---------------- | ------------ | --------------------------------- |
| Austrália (ARIA) | Ouro         | 35,000                            |

## Histórico de lançamento
| País           | Data                | Formato                        | Gravadora        |
| -------------- | ------------------- | ------------------------------ | ---------------- |
| Mundo          | 19 de abril de 2013 | Download digital               | Columbia Records |
| Estados Unidos | 21 de maio de 2013  | Contemporary hit radio airplay | Columbia Records |

## Músicos participantes
- Daft Punk - vocais e sintetizadores
- Pharrel Williams - vocais
- Chris Caswell - teclados
- Nile Rodgers - guitarra
- Paul Jackson, Jr. - guitarra
- Nathan East - baixo
- Omar Hakim - bateria